# Uitenhage
Uitenhage este un oraș din Provincia Eastern Cape, Africa de Sud.